# Hamataliwa triangularis
Hamataliwa triangularis là một loài nhện trong họ Oxyopidae.
Loài này thuộc chi Hamataliwa. Hamataliwa triangularis được Otto Kraus miêu tả năm 1955.